# Соркино (Семивраговский сельский округ)
Соркино — деревня в Даниловском районе Ярославской области России. В рамках административно-территориального устройства входит в Семивраговский сельский округ Даниловского района, в рамках организации местного самоуправления включается в Дмитриевское сельское поселение Даниловского муниципального района.

## География
Находится в северо-восточной части Ярославской области на расстоянии приблизительно 16 км на юго-запад по прямой от железнодорожного вокзала города Данилова, административного центра района.

## История
В 1859 году здесь (тогда деревня Романово-Борисоглебского уезда Ярославской губернии) было учтено 16 дворов, в 1898 — 16.

## Население
| 2007 | 2010 |
| ---- | ---- |
| 4    | ↘2   |

### Историческая численность населения
Численность населения: 95 человек (1859 год), 4 (русские 100 %) в 2002 году, 2 в 2010.

## Инфраструктура
Личное подсобное хозяйство с зоной сельскохозяйственного использования, индивидуальная застройка усадебного типа.

## Транспорт
Деревня — конечная точка региональной автодороги 78Н-215.